# Pond Security Service
Die Pond Security Service GmbH (Eigenschreibweise: POND) ist ein privater Sicherheitsdienstleister, der am 1. Januar 1983 von Daniel Mac Pond, einem ehemaligen Angehörigen der US Army, gegründet wurde. Das Unternehmen mit Sitz in Erlensee im Main-Kinzig-Kreis in Hessen stellt Personal, Beratung und weitere Sicherheitsdienstleistungen für Unternehmen und Institutionen zur Verfügung. Zur Aufgabe der Pond Security gehören Anlagen wie Forschungszentren, Kernkraftwerke, Banken und Kasernen. Mit rund 3.000 Mitarbeitern und einem Umsatz von ca. 312,2 Millionen Euro (2023) ist Pond heute im Bereich von Sicherheitsdienstleistungen eines der umsatzstärksten Sicherheitsunternehmen in der Bundesrepublik Deutschland.

## Geschichte
Der gebürtige Koreaner Daniel M. Pond gründete POND im Jahr 1983. Seit 1986 bestehen Verträge zwischen Pond und dem Außenministerium sowie den Streitkräften der Vereinigten Staaten. Pond Security ist demnach für die Bewachung von zahlreichen Liegenschaften der US-Streitkräfte sowie von einigen Konsulaten zuständig.

## Kritik
Vier Betriebsräten, die als Sicherheitsleute für die Bewachung des US-Konsulates in Frankfurt tätig waren, wurde 2004 durch das Konsulat die Einsatzgenehmigung entzogen, woraufhin Pond das Beschäftigungsverhältnis beendet hat. Der ver.di Landesbezirksleiter Hessen verfasste daraufhin einen Brief an Joschka Fischer, den damaligen Außenminister. In einem weiteren Schreiben protestierte ver.di offiziell beim Botschafter der USA in Berlin.